# نیتن تایسن
نیتن تایسن (انگلیسی: Nathan Tyson؛ زادهٔ ۴ مهٔ ۱۹۸۲) یک بازیکن فوتبال اهل بریتانیا است.